# Озерки (Казахстан)
Озерки́ (каз. Өзеркі) — село у складі Жанасемейського району Абайської області Казахстану. Адміністративний центр Озерського сільського округу.
Населення — 2286 осіб (2021; 2082 у 2009, 2075 у 1999, 1999 у 1989).
Національний склад станом на 1989 рік:
- росіяни — 50 %
- казахи — 32 %